# Rockhampton (Gloucestershire)
Pour les articles homonymes, voir Rockhampton.
Rockhampton est une paroisse civile et un village du Gloucestershire, en Angleterre.